# Anna van Oostenrijk (1549-1580)
Anna van Oostenrijk (Cigales, 2 november 1549 — Badajoz, 26 oktober 1580) was de vierde vrouw van koning Filips II van Spanje. Zij was een dochter van keizer Maximiliaan II van het Heilige Roomse Rijk en Maria van Spanje.

## Huwelijk
Anna was aanvankelijk voorbestemd te trouwen met Carlos, een zoon van Filips II uit zijn eerste huwelijk met Maria Emanuela van Portugal. Door de dood van Carlos in 1568 én de dood van zijn derde vrouw, Elisabeth van Valois, besloot Filips II met Anna te trouwen. Dit stuitte op veel weerstand -Filips II was Anna's oom-, ook bij paus Pius V, die uiteindelijk goedkeuring gaf aan het huwelijk waarop beiden trouwden in Praag op 4 mei 1570.
Het paar kreeg 5 kinderen:
- Ferdinand, prins van Asturië (4 december 1571 – 18 oktober 1578)
- Carlos Lorenzo (12 augustus 1573 - 30 juni 1575)
- Diego, prins van Asturië (15 augustus 1575 – 21 november 1582)
- Filips (3 april 1578 - 31 maart 1621)
- Maria (14 februari 1580 - 5 augustus 1583)

In 1580 overleed Anna (waarschijnlijk) aan de griep. Anna werd als enige vrouw van Filips II én moeder van Filips III, troonopvolger, begraven in het Escorial

## Kwartierstaat (voorouders)
| Wladislaus II van Hongarije (1456-1514) | Wladislaus II van Hongarije (1456-1514) | Wladislaus II van Hongarije (1456-1514) | Wladislaus II van Hongarije (1456-1514) | Wladislaus II van Hongarije (1456-1514)   | Wladislaus II van Hongarije (1456-1514)   |                                           |                                           | Anna van Foix-Candale (1484-1506)         | Anna van Foix-Candale (1484-1506)         | Anna van Foix-Candale (1484-1506) | Anna van Foix-Candale (1484-1506) | Anna van Foix-Candale (1484-1506) | Anna van Foix-Candale (1484-1506) |                                   |                                   | Filips de Schone (1478-1506)     | Filips de Schone (1478-1506)     | Filips de Schone (1478-1506)     | Filips de Schone (1478-1506)     | Filips de Schone (1478-1506)     | Filips de Schone (1478-1506)     |  |  | Johanna van Castilië (1479-1555)     | Johanna van Castilië (1479-1555)     | Johanna van Castilië (1479-1555)     | Johanna van Castilië (1479-1555)     | Johanna van Castilië (1479-1555)     | Johanna van Castilië (1479-1555)     |                              |                              | Emanuel I van Portugal (1469-1521) | Emanuel I van Portugal (1469-1521) | Emanuel I van Portugal (1469-1521) | Emanuel I van Portugal (1469-1521) | Emanuel I van Portugal (1469-1521) | Emanuel I van Portugal (1469-1521) |                                   |                                   | Maria van Aragon (1482-1517)               | Maria van Aragon (1482-1517)               | Maria van Aragon (1482-1517)               | Maria van Aragon (1482-1517)               | Maria van Aragon (1482-1517)               | Maria van Aragon (1482-1517)               |  |  |                                     |                                     |                                     |                                     |                                     |                                     |
| Wladislaus II van Hongarije (1456-1514) | Wladislaus II van Hongarije (1456-1514) | Wladislaus II van Hongarije (1456-1514) | Wladislaus II van Hongarije (1456-1514) | Wladislaus II van Hongarije (1456-1514)   | Wladislaus II van Hongarije (1456-1514)   |                                           |                                           | Anna van Foix-Candale (1484-1506)         | Anna van Foix-Candale (1484-1506)         | Anna van Foix-Candale (1484-1506) | Anna van Foix-Candale (1484-1506) | Anna van Foix-Candale (1484-1506) | Anna van Foix-Candale (1484-1506) |                                   |                                   | Filips de Schone (1478-1506)     | Filips de Schone (1478-1506)     | Filips de Schone (1478-1506)     | Filips de Schone (1478-1506)     | Filips de Schone (1478-1506)     | Filips de Schone (1478-1506)     |  |  | Johanna van Castilië (1479-1555)     | Johanna van Castilië (1479-1555)     | Johanna van Castilië (1479-1555)     | Johanna van Castilië (1479-1555)     | Johanna van Castilië (1479-1555)     | Johanna van Castilië (1479-1555)     |                              |                              | Emanuel I van Portugal (1469-1521) | Emanuel I van Portugal (1469-1521) | Emanuel I van Portugal (1469-1521) | Emanuel I van Portugal (1469-1521) | Emanuel I van Portugal (1469-1521) | Emanuel I van Portugal (1469-1521) |                                   |                                   | Maria van Aragon (1482-1517)               | Maria van Aragon (1482-1517)               | Maria van Aragon (1482-1517)               | Maria van Aragon (1482-1517)               | Maria van Aragon (1482-1517)               | Maria van Aragon (1482-1517)               |  |  |                                     |                                     |                                     |                                     |                                     |                                     |
|                                         |                                         |                                         |                                         |                                           |                                           |                                           |                                           |                                           |                                           |                                   |                                   |                                   |                                   |                                   |                                   |                                  |                                  |                                  |                                  |                                  |                                  |  |  |                                      |                                      |                                      |                                      |                                      |                                      |                              |                              |                                    |                                    |                                    |                                    |                                    |                                    |                                   |                                   |                                            |                                            |                                            |                                            |                                            |                                            |  |  |                                     |                                     |                                     |                                     |                                     |                                     |
|                                         |                                         |                                         |                                         |                                           |                                           |                                           |                                           |                                           |                                           |                                   |                                   |                                   |                                   |                                   |                                   |                                  |                                  |                                  |                                  |                                  |                                  |  |  |                                      |                                      |                                      |                                      |                                      |                                      |                              |                              |                                    |                                    |                                    |                                    |                                    |                                    |                                   |                                   |                                            |                                            |                                            |                                            |                                            |                                            |  |  |                                     |                                     |                                     |                                     |                                     |                                     |
|                                         |                                         |                                         |                                         | Anna van Bohemen en Hongarije (1503-1547) | Anna van Bohemen en Hongarije (1503-1547) | Anna van Bohemen en Hongarije (1503-1547) | Anna van Bohemen en Hongarije (1503-1547) | Anna van Bohemen en Hongarije (1503-1547) | Anna van Bohemen en Hongarije (1503-1547) |                                   |                                   |                                   |                                   |                                   |                                   | Keizer Ferdinand I (1503-1564)   | Keizer Ferdinand I (1503-1564)   | Keizer Ferdinand I (1503-1564)   | Keizer Ferdinand I (1503-1564)   | Keizer Ferdinand I (1503-1564)   | Keizer Ferdinand I (1503-1564)   |  |  | Keizer Karel V (1500-1558)           | Keizer Karel V (1500-1558)           | Keizer Karel V (1500-1558)           | Keizer Karel V (1500-1558)           | Keizer Karel V (1500-1558)           | Keizer Karel V (1500-1558)           |                              |                              |                                    |                                    |                                    |                                    | Isabella van Portugal (1503-1539)  | Isabella van Portugal (1503-1539)  | Isabella van Portugal (1503-1539) | Isabella van Portugal (1503-1539) | Isabella van Portugal (1503-1539)          | Isabella van Portugal (1503-1539)          |                                            |                                            |                                            |                                            |  |  |                                     |                                     |                                     |                                     |                                     |                                     |
|                                         |                                         |                                         |                                         | Anna van Bohemen en Hongarije (1503-1547) | Anna van Bohemen en Hongarije (1503-1547) | Anna van Bohemen en Hongarije (1503-1547) | Anna van Bohemen en Hongarije (1503-1547) | Anna van Bohemen en Hongarije (1503-1547) | Anna van Bohemen en Hongarije (1503-1547) |                                   |                                   |                                   |                                   |                                   |                                   | Keizer Ferdinand I (1503-1564)   | Keizer Ferdinand I (1503-1564)   | Keizer Ferdinand I (1503-1564)   | Keizer Ferdinand I (1503-1564)   | Keizer Ferdinand I (1503-1564)   | Keizer Ferdinand I (1503-1564)   |  |  | Keizer Karel V (1500-1558)           | Keizer Karel V (1500-1558)           | Keizer Karel V (1500-1558)           | Keizer Karel V (1500-1558)           | Keizer Karel V (1500-1558)           | Keizer Karel V (1500-1558)           |                              |                              |                                    |                                    |                                    |                                    | Isabella van Portugal (1503-1539)  | Isabella van Portugal (1503-1539)  | Isabella van Portugal (1503-1539) | Isabella van Portugal (1503-1539) | Isabella van Portugal (1503-1539)          | Isabella van Portugal (1503-1539)          |                                            |                                            |                                            |                                            |  |  |                                     |                                     |                                     |                                     |                                     |                                     |
|                                         |                                         |                                         |                                         |                                           |                                           |                                           |                                           |                                           |                                           | Keizer Maximiliaan II (1527-1576) | Keizer Maximiliaan II (1527-1576) | Keizer Maximiliaan II (1527-1576) | Keizer Maximiliaan II (1527-1576) | Keizer Maximiliaan II (1527-1576) | Keizer Maximiliaan II (1527-1576) |                                  |                                  |                                  |                                  |                                  |                                  |  |  |                                      |                                      |                                      |                                      |                                      |                                      | Maria van Spanje (1528-1603) | Maria van Spanje (1528-1603) | Maria van Spanje (1528-1603)       | Maria van Spanje (1528-1603)       | Maria van Spanje (1528-1603)       | Maria van Spanje (1528-1603)       |                                    |                                    |                                   |                                   |                                            |                                            |                                            |                                            |                                            |                                            |  |  |                                     |                                     |                                     |                                     |                                     |                                     |
|                                         |                                         |                                         |                                         |                                           |                                           |                                           |                                           |                                           |                                           | Keizer Maximiliaan II (1527-1576) | Keizer Maximiliaan II (1527-1576) | Keizer Maximiliaan II (1527-1576) | Keizer Maximiliaan II (1527-1576) | Keizer Maximiliaan II (1527-1576) | Keizer Maximiliaan II (1527-1576) |                                  |                                  |                                  |                                  |                                  |                                  |  |  |                                      |                                      |                                      |                                      |                                      |                                      | Maria van Spanje (1528-1603) | Maria van Spanje (1528-1603) | Maria van Spanje (1528-1603)       | Maria van Spanje (1528-1603)       | Maria van Spanje (1528-1603)       | Maria van Spanje (1528-1603)       |                                    |                                    |                                   |                                   |                                            |                                            |                                            |                                            |                                            |                                            |  |  |                                     |                                     |                                     |                                     |                                     |                                     |
|                                         |                                         |                                         |                                         |                                           |                                           |                                           |                                           |                                           |                                           |                                   |                                   |                                   |                                   |                                   |                                   |                                  |                                  |                                  |                                  |                                  |                                  |  |  |                                      |                                      |                                      |                                      |                                      |                                      |                              |                              |                                    |                                    |                                    |                                    |                                    |                                    |                                   |                                   |                                            |                                            |                                            |                                            |                                            |                                            |  |  |                                     |                                     |                                     |                                     |                                     |                                     |
|                                         |                                         |                                         |                                         |                                           |                                           |                                           |                                           |                                           |                                           |                                   |                                   |                                   |                                   |                                   |                                   |                                  |                                  |                                  |                                  |                                  |                                  |  |  |                                      |                                      |                                      |                                      |                                      |                                      |                              |                              |                                    |                                    |                                    |                                    |                                    |                                    |                                   |                                   |                                            |                                            |                                            |                                            |                                            |                                            |  |  |                                     |                                     |                                     |                                     |                                     |                                     |
| Anna van Oostenrijk (1549-1580)         | Anna van Oostenrijk (1549-1580)         | Anna van Oostenrijk (1549-1580)         | Anna van Oostenrijk (1549-1580)         | Anna van Oostenrijk (1549-1580)           | Anna van Oostenrijk (1549-1580)           |                                           |                                           | Keizer Rudolf II (1552-1612)              | Keizer Rudolf II (1552-1612)              | Keizer Rudolf II (1552-1612)      | Keizer Rudolf II (1552-1612)      | Keizer Rudolf II (1552-1612)      | Keizer Rudolf II (1552-1612)      |                                   |                                   | Ernst van Oostenrijk (1553-1595) | Ernst van Oostenrijk (1553-1595) | Ernst van Oostenrijk (1553-1595) | Ernst van Oostenrijk (1553-1595) | Ernst van Oostenrijk (1553-1595) | Ernst van Oostenrijk (1553-1595) |  |  | Elisabeth van Oostenrijk (1554-1592) | Elisabeth van Oostenrijk (1554-1592) | Elisabeth van Oostenrijk (1554-1592) | Elisabeth van Oostenrijk (1554-1592) | Elisabeth van Oostenrijk (1554-1592) | Elisabeth van Oostenrijk (1554-1592) |                              |                              | Keizer Matthias (1557-1619)        | Keizer Matthias (1557-1619)        | Keizer Matthias (1557-1619)        | Keizer Matthias (1557-1619)        | Keizer Matthias (1557-1619)        | Keizer Matthias (1557-1619)        |                                   |                                   | Maximiliaan III van Oostenrijk (1558-1618) | Maximiliaan III van Oostenrijk (1558-1618) | Maximiliaan III van Oostenrijk (1558-1618) | Maximiliaan III van Oostenrijk (1558-1618) | Maximiliaan III van Oostenrijk (1558-1618) | Maximiliaan III van Oostenrijk (1558-1618) |  |  | Albrecht van Oostenrijk (1559-1521) | Albrecht van Oostenrijk (1559-1521) | Albrecht van Oostenrijk (1559-1521) | Albrecht van Oostenrijk (1559-1521) | Albrecht van Oostenrijk (1559-1521) | Albrecht van Oostenrijk (1559-1521) |